# سعد عبد الحميد
سعد عبد الحميد بنيامين هو لاعب كرة قدم عراقي سابق ومدرب حالي، ولد في 21 تشرين الأول 1968. وتشير المصادر الرسمية إلى أنه ولد في 10 أيلول 1971 (وهو ما اعتمد بسبب التزوير).
مثل المنتخب العراقي لكرة القدم تحت 19 سنة، وفاز ببطولة آسيا للشباب لكرة القدم في الدوحة سنة 1988، ثم مثل العراق في بطولة العالم للشباب لكرة القدم في المملكة العربية السعودية سنة 1989.
كما لعب أكثر من 60 مباراة دولية لصالح منتخب العراق لكرة القدم بين عامي 1989 و1995، ومثل أندية مختلفة في العراق منها أندية الشباب ابتداء من الفئات العمرية ثم الفريق الأول في موسم 1987- 1988، كما لعب للقوة الجوية والرشيد والشرطة والزوراء ثم احترف في النادي الإفريقي التونسي.
عمل مدربا مساعدا لنادي نفط ميسان سنة 2015 ثم مدربا لنادي الاتصالات سنة 2016 ثم مدربا مساعدا لنادي نفط الوسط سنة 2017.

## روابط خارجية
- برنامج المختصر الرياضي - الضيف اللاعب الدولي السابق سعد عبد الحميد - تقديم أثير محمد على يوتيوب